# Le Songe d'une nuit d'été (Chagall)
Pour les articles homonymes, voir Le Songe d'une nuit d'été (homonymie).
Le Songe d'une nuit d'été est un tableau réalisé par le peintre français Marc Chagall en 1939. Cette huile sur toile représente un couple constitué d'une jeune femme en tenue de mariée et d'un homme à tête de bouc. Don de l'artiste en 1951, elle est conservée au musée de Grenoble, à Grenoble.